# Рябцев, Борис Иванович
Борис Иванович Рябцев (4.2.1927, Мичуринск — 9.10.1964, Горький) — старший лётчик-испытатель военной приёмки Горьковского авиационного завода, майор, Герой Советского Союза.

## Биография
Родился 4 февраля 1927 года в городе Мичуринске Тамбовской области в семье рабочего. Русский. Член КПСС с 1956 года. Окончил среднюю школу № 25 в городе Россошь Воронежской области.
В Красной/Советской Армии с 1945 года. В 1950 году окончил Армавирское военное авиационное училище лётчиков. Служил в истребительной авиации. С 1960 года на лётно-испытательной работе на авиазаводе (сейчас ПАО НАЗ «Сокол») в городе Горький.
Однажды на высоте 9 000 метров остановился двигатель, 2 000 метров самолёт падал, но пилот сумел запустить двигатель и удачно приземлился. Был случай, когда на большой высоте отказали приборы скорости и высоты полёта, а то вдруг оборвался ряд лопаток турбины. В подобных экстремальных ситуациях Б. И. Рябцев всегда действовал профессионально, хладнокровно, стремился спасти не только себя, но и самолёт. В этом проявлялся его опыт, знания и характер.

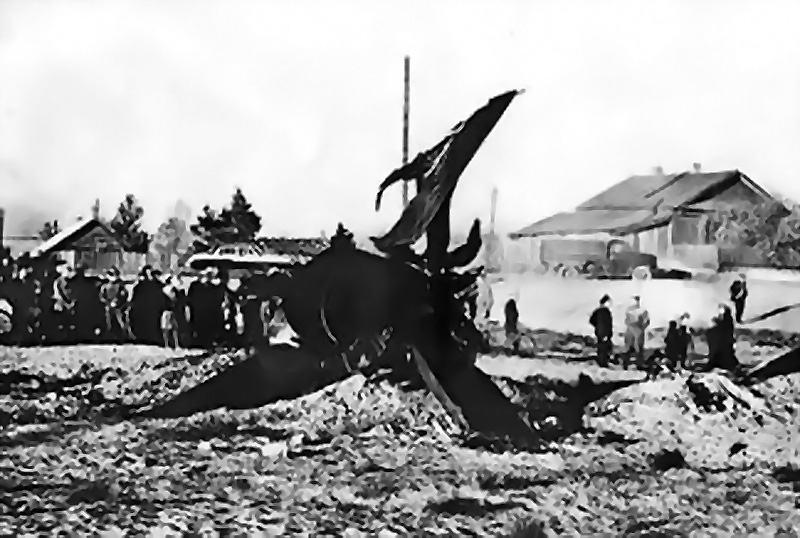
Миг-21 после катастрофы, унесшей жизнь лётчика-испытателя.

9 октября 1964 года старший лётчик-испытатель, военный лётчик 1-го класса майор Борис Рябцев выполнял испытательный полёт на самолёте-истребителе «МиГ-21 ПФС». Реактивный двигатель потерял тягу. Существовал риск падения самолёта на посёлок Высоково (Сормовский район города Горький), поэтому Борис Рябцев продолжил пилотирование падающей машины, чтобы увести её от жилой застройки и выполнил приказ с земли катапультироваться только тогда, когда миновал окраину посёлка. Но на малой высоте парашют не успел раскрыться.

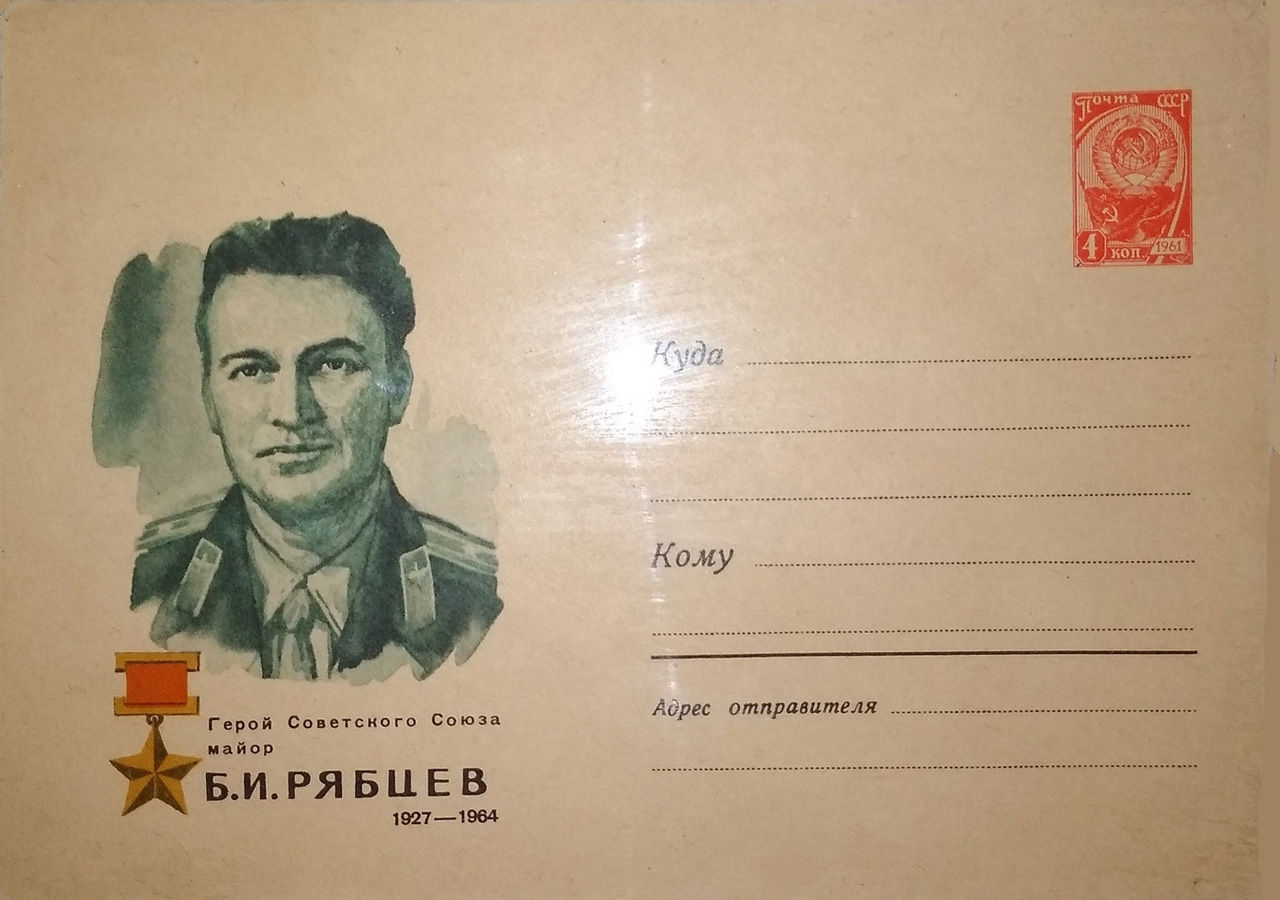
Конверт Почты СССР с изображением совершившего Подвиг лётчика-испытателя, Героя СССР Рябцева Бориса Ивановича.

Похоронен в Москве на Рогожском кладбище.
Звание Героя Советского Союза Рябцеву Борису Ивановичу присвоено посмертно указом Президиума Верховного Совета СССР от 31 декабря 1964 года за мужество, отвагу и героизм, проявленные при исполнении воинского долга.
Награждён орденом Ленина, медалями.

## Память
- В городе Россошь именем Б. И. Рябцева названа улица, а в сквере у средней школы, где он учился, установлен бюст Героя. Так же его имя носит МБОУ СОШ № 25 с УИОП г. Россошь.
- В городе Нижний Новгород (бывший Горький) именем Рябцева названа улица (бывшая Ворошилова, бывшая Раменская). В 2015 году МАОУ «Школа № 156» было присвоено имя Б. И. Рябцева.
- Молодой горьковский поэт Александр Цирульников (в будущем известный нижегородский тележурналист, заслуженный деятель культуры России, Почётный гражданин Нижегородской области) написал поэму «Ощущение мига. Поэма в монологах друзей. Памяти Героя Советского Союза Бориса Ивановича Рябцева», которая была опубликована в его первой книге стихов «Моя тревога», изданной в Горьком в 1966 году. Молодой горьковский музыкант и композитор Эдуард Фертельмейстер (в будущем заслуженный деятель искусств РФ, народный артист РФ, ректор Нижегородской государственной консерватории имени Глинки), прочитав эту поэму, положил ее на музыку.

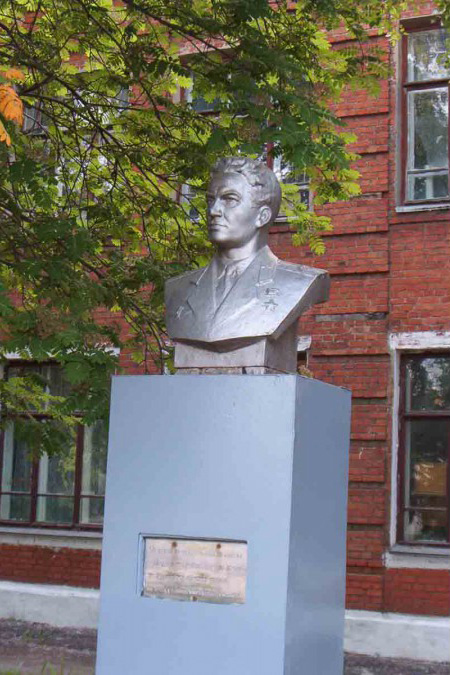
Бюст у 25-й школы г. Россошь, в которой учился Герой.
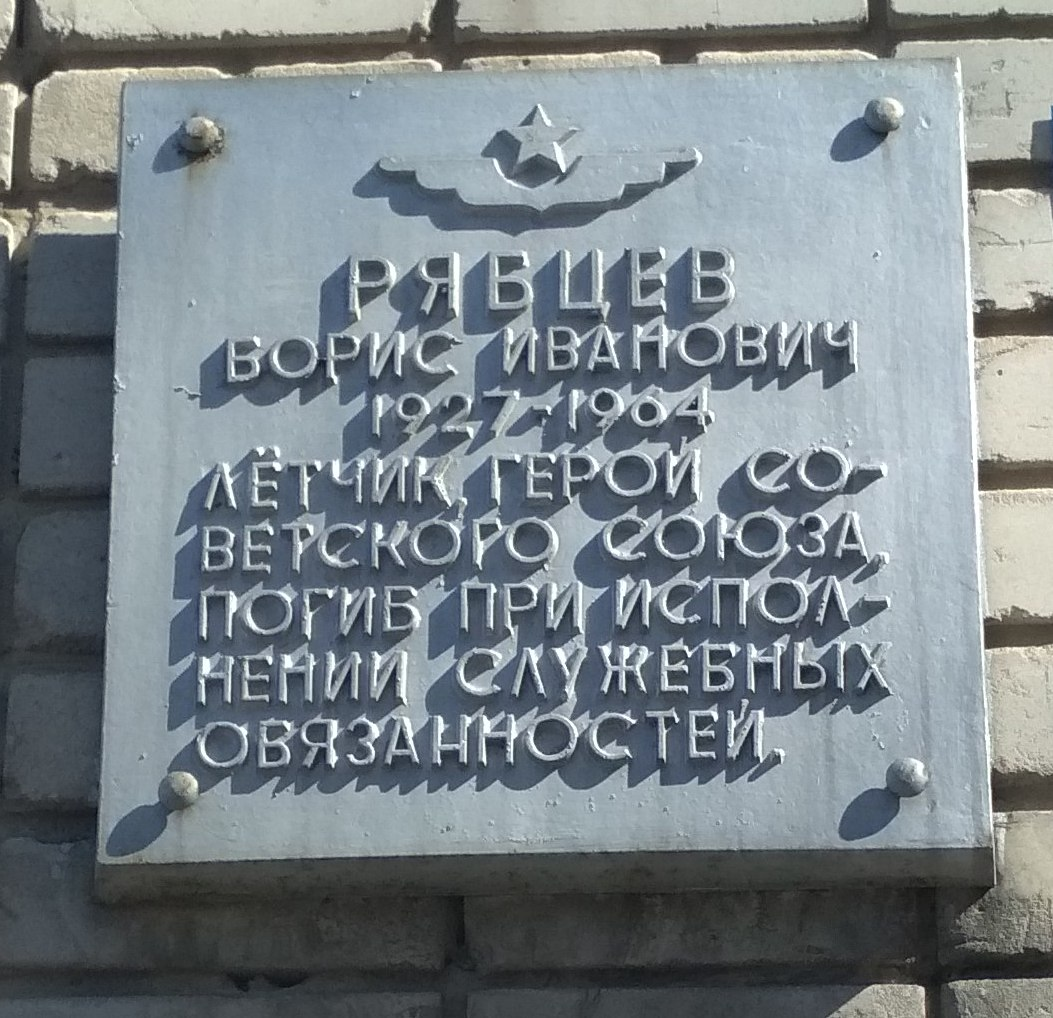
Памятная доска на улице Рябцева в Нижнем Новгороде на домах №12 и 34.
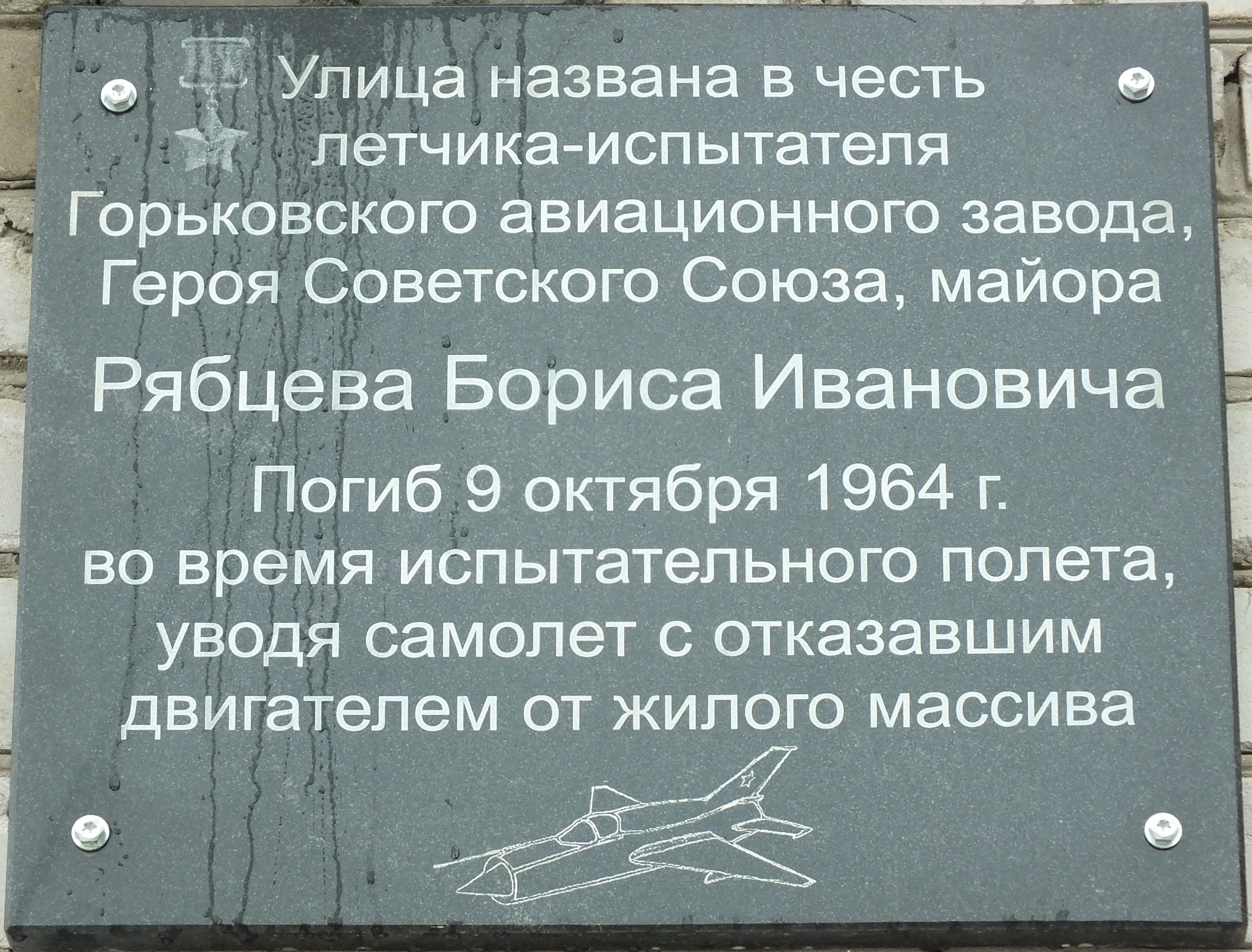
Памятная доска на улице Рябцева в Нижнем Новгороде на доме №31, открытая в день 50-летия подвига, 09.10.2014 рядом с проходными НАЗ «Сокол».
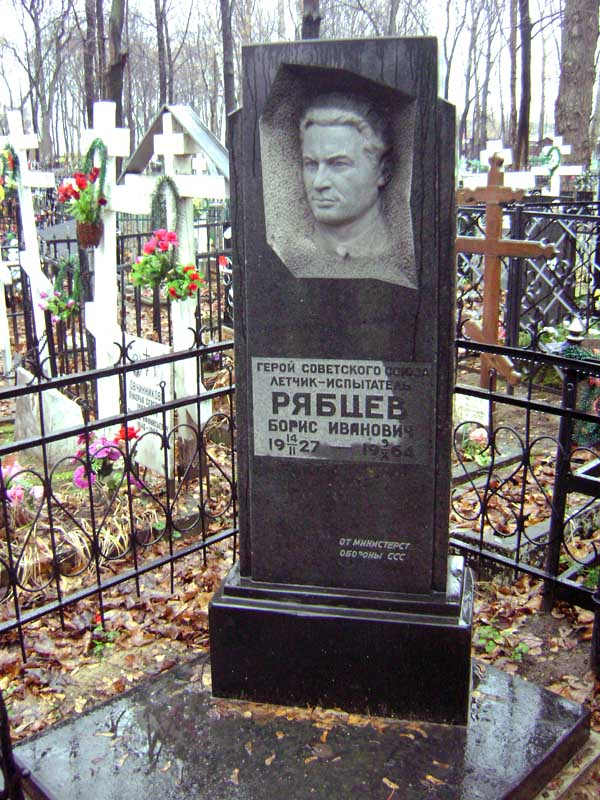
Могила Рябцева Б.И. на Рогожском кладбище.